# Sløsserup
Sløsserup er en lille landsby i Toreby Sogn på Sydøstlolland. Stedet omtales første gang i 1423 på skrift. Navnets efterled ”rup” er en omdannelse af ordet ”torp”, der betyder udflyttersted. Normalt har disse byer et mandsnavn som første led efter den person, der foretog brydningen af nyt land, men ordet Sløsse- er ikke et mandsnavn. Det har muligvis forbindelse til landsbyen Sløsse i Vester Ulslev Sogn, ca. 10 km. mod vest. Byer med torp-navne menes at være opstået mellem ca. 850 og 1200.
Egnen var tidliger meget skovrig, og der er stadig store strækninger med skov tæt på landsbyen.

## Administrativt/kirkeligt tilhørsforhold

### Tidligere
- Musse Herred, Ålholm Len, Ålholm Amt, Maribo Amt, Storstrøms Amt, Toreby Sognekommune, Nykøbing Falster Kommune
- Fyens Stift

### Nuværende
- Region Sjælland, Guldborgsund Kommune
- Lolland-Falsters Stift, Lolland Østre Provsti, Toreby Sogn

## Galleri
- ”centrum”!
- ”centrum”!
- Sløsserup fra vest